# Next Generation 112
Next Generation 112 (NG112) — схема зв’язку в екстрених ситуаціях, яка повністю базується на технології Інтернет-протоколу (IP), від громадянина, який звертається за допомогою, до центру громадської безпеки (PSAP), який відповідає на цей запит. Протягом останнього десятиліття або близько того загальнодоступні провайдери електронних комунікаційних мереж (як фіксованих, так і мобільних) почали свій шлях до переходу на мережі наступного покоління. Розгортання мережі в деяких країнах є більш просунутим, ніж в інших, але до кінця 2020-х років мережі будуть переважно базуватися на IP, забезпечуючи платформу для інноваційних мультимедійних комунікацій. У мобільних мережах це базуватиметься на технологіях 5G, а більшість голосових комунікацій базуватиметься на протоколі ініціації сеансу (SIP). Органи державної влади повинні відреагувати на ці події, щоб PSAP були обладнані для прийому екстрених повідомлень, що надходять із різних типів пристроїв і програм. NG112 забезпечує основу для цього як гнучка, масштабована та перспективна платформа для екстреного зв’язку.

## NG 112, NG 9-1-1, NG 999 і NG 000
112 є загальним номером екстреного зв’язку в Європейському Союзі, 911 для Північної Америки, 999 для Сполученого Королівства та інших країн і NG 000 для Австралії та Нової Зеландії. Однак важливо зазначити, що це, по суті, однакові концепції – наскрізна IP-платформа для екстреного зв’язку із загально визначеними протоколами та інтерфейсами. NG112 базується на тих самих принципах, що й NG 9-1-1, ініціатива, спрямована на оновлення інфраструктури служби 911 у Сполучених Штатах для покращення громадських служб зв’язку в екстрених ситуаціях. Спираючись на роботу Інженерної робочої групи Інтернету (IETF), Національна асоціація номерів екстрених служб США (NENA) розробила функціональні стандарти та стандарти інтерфейсу для NG9-1-1 і продовжує розвивати стандарти, оскільки NG 9-1-1 є розгорнуто в Сполучених Штатах і Канаді. Європейська асоціація номерів екстрених служб (EENA) опублікувала своє довгострокове визначення для NG112 у 2013 році на основі рішення NENA i3 - Етап 3. У 2019 році Британська асоціація чиновників із зв’язку з громадською безпекою (BAPCO) опублікувала офіційний документ про наступне покоління 999, щоб активізувати дебати та обговорення майбутнього сервісу 999. Whitepaper застерігає, що перешкоди для просування наступного покоління служби 999 є організаційними та політичними, а не технологічними. Технології стрибають вперед, але трансформація екстрених служб відбувається мляво, і існує реальна небезпека залишитися позаду та підвести громадськість. Усі проекти НГ у всьому світі мають однакову мету. Зробити якнайякісніший екстрений зв’язок однаково доступним для всіх громадян через комунікаційні пристрої, служби та програми, якими вони користуються щодня.

## Технічні норми для НГ 112
У 2019 році Європейський інститут телекомунікаційних стандартів (ETSI) опублікував TS 103 479, що визначає основні елементи архітектури для незалежного від мережі доступу до екстрених служб, що забезпечує мультимедійний зв’язок (текст, відео разом із місцезнаходженням або додатковими даними) що неможливо в поточній телефонній системі. Спеціальний комітет ETSI з телекомунікацій у надзвичайних ситуаціях приділяє особливу увагу NG 112.

## Стандартизована архітектура та компоненти
Пунктирна лінія на Рисунку 1 нижче відокремлює домен PSAP від домену публічної мережі. В його основі лежить IP-мережа екстрених служб (ESInet), приватна та керована IP-мережа мереж, що обслуговує сукупність ПСАП, регіон, державу або сукупність держав. ESInet має різні інтерфейси для різних типів і різних поколінь мереж загального користування і містить основні компоненти архітектури NG112. ESInet забезпечує більш ефективну маршрутизацію викликів на основі не тільки місцезнаходження абонента, але й інших параметрів, наприклад, мови абонента.
| Компонент/акронім | Короткий опис |
| --- | --- |
| Постачальник мережі доступу (ANP), постачальник голосових послуг (VSP) і постачальник послуг екстрених викликів (ECSP), функція маршрутизації екстрених викликів (ESRF) | У домені загальнодоступної мережі екстрений виклик надходить з ANP, пересилається через VSP до ECSP, який потім визначає відповідний інтерфейс/точку входу через ESRF. Потім виклик надсилається до правильного BCF для маршрутизації до найбільш відповідного PSAP в ESInet. |
| Функція прикордонного контролю (BCF) | BCF — це точка входу (точка з’єднання) до інфраструктури ESInet, куди надходять усі екстрені виклики із зовнішніх мереж. Можуть існувати різні BCF для екстрених викликів, що надходять з різних типів/поколінь мережі.                                                       |
| Проксі-сервер маршрутизації екстрених служб (ESRP) | ESRP є основною функцією маршрутизації для екстрених викликів всередині ESInet. Він направляє виклик до наступного переходу, доки він не досягне відповідного PSAP. |
| Функція маршрутизації екстрених викликів (ECRF) | ECRF направляє виклик до правильного PSAP і може використовуватися PSAP для маршрутизації дзвінків до правильного відповідача. |
| Функція мостового зв'язку (BRIDGE) | BRIDGE використовується для переадресації викликів і проведення конференцій, якщо необхідно, за участю громадян і PSAP або між PSAP. |
| Служба інформації про місцезнаходження (LIS) | LIS надає місцезнаходження кінцевій точці у формі значення (фактичних координат розташування) або посилання (тобто на запис бази даних, що містить значення). |

```
Таблиця 1: Акроніми основних компонентів NG112 (джерело: ETSI TS 103 479) і короткий опис ролі кожного компонента.
```

## Регуляторний ландшафт для NG 112
Законодавство передбачає середовище, у якому екстрені повідомлення можна надсилати та отримувати за допомогою різних типів носіїв. Наприклад, у Європі Європейський кодекс електронних комунікацій (EECC) визначає «екстрений зв’язок» як «засіб зв’язку, що включає не лише послуги голосового зв’язку, а й SMS, повідомлення, відео або інші види зв'язку, наприклад, текстові повідомлення в режимі реального часу, загальну розмову і ретрансляцію». Подальше законодавство у формі делегованих актів Європейської Комісії відповідно до статті 109(8) ДЕСК набуде чинності в найближчі роки «з метою забезпечення сумісності, інтероперабельності, якості, надійності та безперервності екстреного зв'язку в Союзі». Ці делеговані акти, ймовірно, будуть спрямовані на поліпшення доступу до екстрених служб для людей з обмеженими можливостями, а також для людей, які подорожують до інших держав. Перший делегований акт набув чинности 21 грудня 2022 року. Також очікуються зміни в правилах eCall, оскільки мобільні оператори готуються до відключення 2G і 3G. Автомобілі будуть оснащені бортовими системами, здатними підтримувати зв’язок на основі IP, а PSAP потрібно буде адаптувати, щоб мати можливість отримувати дзвінки та обробляти мінімальний набір даних (MSD), отриманий під час дзвінка. NG112 забезпечує платформу для плавного переходу до наступного покоління eCall.

## Гнучкість, масштабованість і безпека
NG112 також має гнучку архітектуру, яка допоможе уможливити віддалену роботу диспетчерів екстрених служб у разі потреби, що було неможливо для більшості екстрених служб під час пандемії COVID-19. Крім того, це дозволить масштабувати, оптимізувати та розподіляти екстрені виклики між службами екстреної допомоги на основі заздалегідь визначених або реагуючих політик, покращуючи таким чином загальну ефективність використання наявних ресурсів. Крім того, перехід до виділених мереж для організацій громадської безпеки зробить їх менш вразливими до кібератак, тим самим захистивши критично важливу інфраструктуру реагування на надзвичайні ситуації.

## NG112 пробки
Спільно з ETSI EENA організувала серію заходів, присвячених тесту розеток NG112 Emergency Communications Plugtest. Метою plugtests є випробування незалежно та спільно всіх компонентів ланцюга зв’язку 112 на основі мереж NG112, таких як: маршрутизація викликів на основі розташування; аудіо, відео та текст у реальному часі; маршрутизація на основі політики; і багато іншого. Тести NG112 Emergency Communications Plugtests перевіряють і перевіряють сумісність і відповідність кількох ринкових рішень, використовуючи різні сценарії та тестові приклади. Звіти з плагінів доступні:
• NG112 Плагтест з екстреного зв'язку 1-й випуск: Звіт за березень 2016 року
• NG112 Плагтест з екстреного зв'язку 2-й випуск: Звіт за березень 2017 року
• NG112 Плагтест з екстреного зв'язку 3-й випуск: Звіт за лютий 2019 року

## Проєкти NG112[15]
У квітні 2019 року EENA запустила проект NG112 за участю трьох різних консорціумів, що охоплюють п'ять різних країн: Австрії, Італії, Данії, Туреччини та Хорватії. Метою проекту було тестування і розгортання архітектури NG112 в різних країнах, зосередившись на демонстрації її використання в реальних умовах. Серед прикладів використання були голосові та відеодзвінки через Інтернет-протокол (IP), текстові повідомлення в режимі реального часу, транскордонний екстрений зв'язок та ініціювання екстреного зв'язку з домашнього динаміка. У підсумкових звітах проекту детально описано, як консорціуми успішно продемонстрували цінність архітектури NG112, зокрема, з точки зору точної, заснованої на політиці транскордонної маршрутизації, доступності, прийняття рішень і розподілу ресурсів. Доступні фінальні звіти проєкту – Консорціуму CELESTE, Хорватського консорціуму і Турецького консорціуму.

## Проєкт аварійних служб нового покоління (NEXES)[19]
Програма досліджень та інновацій NEXES має на меті дослідити, протестувати та підтвердити перспективну інтеграцію комунікаційних технологій на основі ІР та інтероперабельність у службах екстреної допомоги наступного покоління, щоб вони досягли більшої ефективності та продуктивності. Користуючись смартфонами з камерами, засобами обміну повідомленнями та інтернет-додатками, що підключаються до соціальних мереж, громадяни очікують, що екстрені служби будуть використовувати ті ж самі технології. Однак це не так. NEXES інноваційно підходить до динаміки взаємодії між екстреними службами і громадянами, дозволяючи i) використовувати всі можливості спілкування в надзвичайних ситуаціях, включаючи соціальні мережі, на користь громадян, в тому числі з інвалідністю або особливими потребами; ii) використовувати покращену інформацію про місцезнаходження для швидкої і ефективної ідентифікації і визначення місця виклику і місця інциденту; і iii) використовувати можливості інтернет-зв'язку для підвищення оперативної сумісності і спільної обізнаності між екстреними службами, що сприяє підвищенню рівня безпеки в суспільстві.

## Проєкт аварійного зв'язку нового покоління (EMYNOS)[20]
Поточні системи екстреної допомоги та служби 112 базуються на застарілих телекомунікаційних технологіях, які не можуть впоратися з послугами на основі IP, якими щодня користуються європейські громадяни. Серед пов’язаних обмежень – часткова підтримка медіа (поки що приймаються лише голосові дзвінки та SMS), відсутність інтеграції соціальних медіа та використання аналогового модему для надання послуг eCall з обмеженим обсягом даних. Оскільки більшість операторів почали перехід на широкосмугову IP-інфраструктуру, поточні системи екстреної допомоги також необхідно оновити/адаптувати, щоб відповідати нормативним вимогам щодо екстрених служб нового покоління. Основною метою проекту EMYNOS є розробка та реалізація платформи наступного покоління, здатної обслуговувати мультимедійні екстрені виклики, які поєднують голос, текст і відео, таким чином становлячи потужний інструмент для координації спілкування між громадянами, кол-центрами та службами швидкого реагування. З розгортанням 5G та Інтернету речей (IoT) буде доступно все більше даних. Ці дані повинні бути доступними, щоб допомогти врятувати життя, у спосіб, який є безпечним і з повагою до конфіденційності. Наразі це неможливо. Без скоординованих дій, заснованих на стандартах, кожній компанії, яка керує даними IoT або 5G, доведеться знайти спосіб відправити ці дані в різні екстрені служби. За такого сценарію екстреним службам доведеться адаптуватися до того, як кожна компанія хоче надсилати дані, і до різноманітності форматів. Це буде дорого, неефективно та небезпечно. • Громадяни все частіше очікують, що зможуть зв’язатися зі службами екстреної допомоги за допомогою інструментів, якими вони користуються щодня: номер 112 не доступний лише голосом. • Занадто багато розрізнених і неузгоджених ініціатив здійснюються без міцної технічної та правової бази, що створює значні ризики для стандартизації, безпеки та конфіденційності. • Без скоординованих дій, заснованих на міжнародних стандартах, нестандартизовані типи розгортання NG112 домінуватимуть на ринку та встановлять новий де-факто європейський стандарт (ймовірно, встановлений неєвропейськими компаніями).